# Kailua (condado de Hawái)

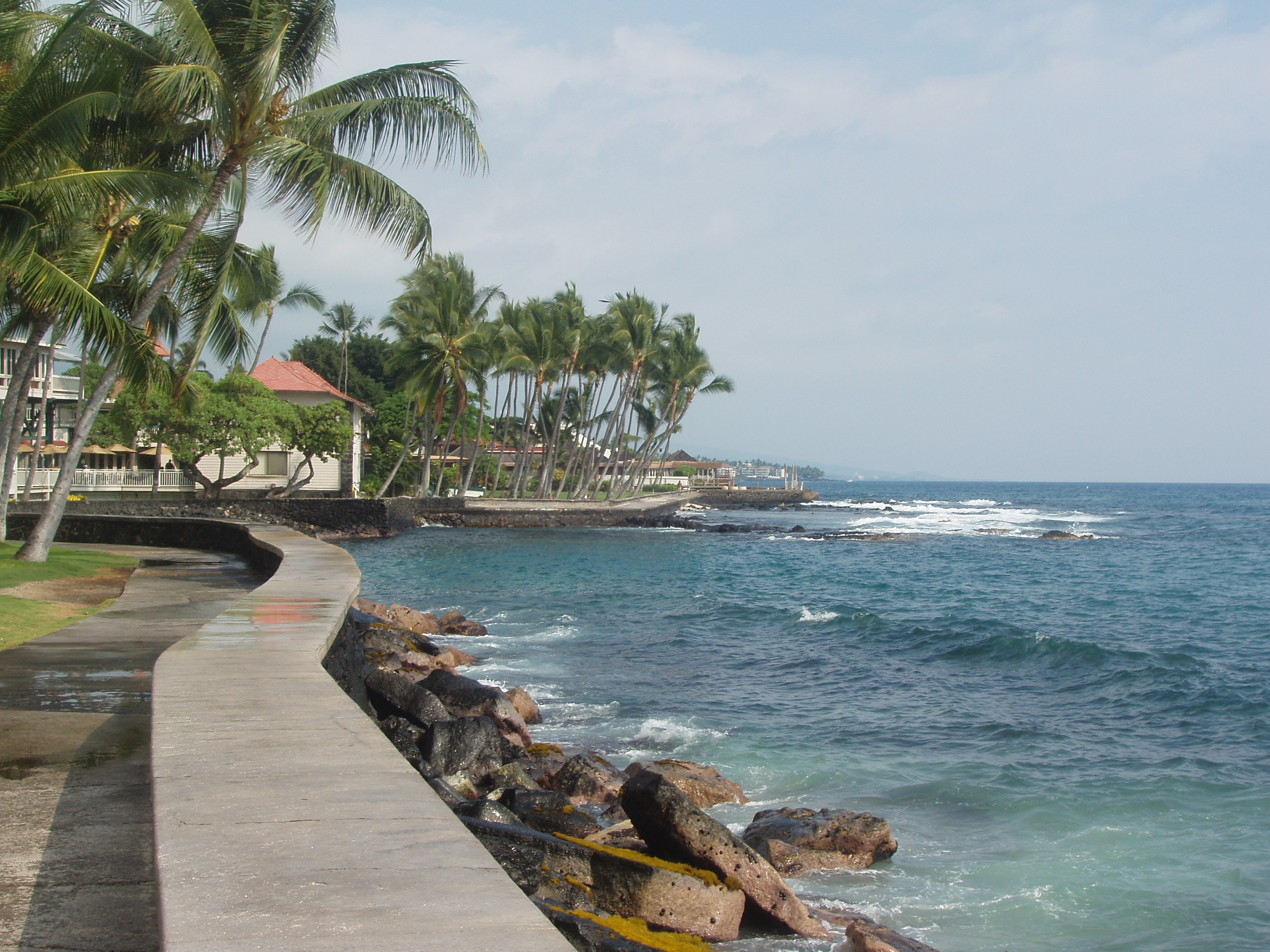
Kailua-Kona.

Kailua-Kona es un área designada por el censo situada en el condado de Hawái, del distrito Kona Norte de la Isla de Hawái. 
Es el centro comercial y turístico de la zona occidental de Hawái. En el mundo deportivo, es famosa por ser la sede del triatlón "Hombre de Acero" (en inglés Ironman Triathlon). 
El nombre asignado a la oficina de correos de la ciudad es Kailua-Kona para diferenciarlo de Kailua, de mayor tamaño y situado en la zona a barlovento de Oahu, aunque normalmente la gente se refiere al lugar como "Kona". Muchos gentilicios en las Islas Hawái se repiten en varias islas, pero las dos Kailuas son el único punto conflictivo motivo de confusión. Según el censo de 2000, la ciudad tenía una población de 9.870 habitantes. Las comunicaciones vía aérea de la ciudad se sirven del Aeropuerto Internacional de Kona. 
Kailua-Kona era el principal asentamiento más cercano al epicentro del terremoto de Hawái de 2006.

## Historia
El rey Kamehameha I designó a Kailua como sede de su gobierno (ya que al principio era jefe sólo de Kona, antes de unificar más y más zonas del archipiélago bajo su mando), y capital del recién unificado Reino de Hawái. (La capital se trasladó más tarde a Lāhainā y después a Honolulú.) En los últimos años, esta zona ha experimentado un boom inmobiliario y de construcción, impulsado por el turismo y las inversiones.

## Geografía
Captain Cook se encuentra ubicado en las coordenadas 19°39′0″N 155°59′39″O / 19.65000, -155.99417. Según la Oficina del Censo, la localidad tiene un área total de 103 km² (39,8 mi²), de la cual 91,9 km² (35,5 mi²) es tierra y 11 km² (4,2 mi²) (10.71%) es agua.

## Demografía
Según la Oficina del Censo en 2000 los ingresos medios por hogar en la localidad eran de $40.874, y los ingresos medios por familia eran $46.657. Los hombres tenían unos ingresos medios de $30.353 frente a los $26.471 para las mujeres. La renta per cápita para la localidad era de $20.624. Alrededor del 6.5% de las familias y del 10.8% de la población estaban por debajo del umbral de pobreza.

## Lugares de interés
- Jardín Botánico Sadie Seymour
- Palacio de Hulihee
- Iglesia Mokuaikaua, la primera iglesia de Hawái
- Templo de Kona

## Ciudades Hermanadas
Kailua están hermanadas con las siguientes ciudades:
- Yibuti.